# Polyspora
Polyspora là một chi thực vật có hoa trong họ Theaceae.

## Loài
Chi Polyspora gồm các loài: